# Ellabella
Ellabella är ett släkte av fjärilar. Ellabella ingår i familjen Copromorphidae.
Kladogram enligt Catalogue of Life:
| Ellabella | \| \| Ellabella editha \| \| \| \| \| \| Ellabella melanoclista \| \| \| \| |
|           | \| \| Ellabella editha \| \| \| \| \| \| Ellabella melanoclista \| \| \| \| |
|           | Aegidomorpha                                                                |
|           |                                                                             |
|           | Cathelotis                                                                  |
|           |                                                                             |
|           | Copromorpha                                                                 |
|           |                                                                             |
|           | Dryanassa                                                                   |
|           |                                                                             |
|           | Endothamna                                                                  |
|           |                                                                             |
|           | Isonomeutis                                                                 |
|           |                                                                             |
|           | Lotisma                                                                     |
|           |                                                                             |
|           | Neophylarcha                                                                |
|           |                                                                             |
|           | Ordrupia                                                                    |
|           |                                                                             |
|           | Osidryas                                                                    |
|           |                                                                             |
|           | Phanerochersa                                                               |
|           |                                                                             |
|           | Phaulophara                                                                 |
|           |                                                                             |
|           | Phycomorpha                                                                 |
|           |                                                                             |
|           | Rhopalosetia                                                                |
|           |                                                                             |
|           | Rhynchoferella                                                              |
|           |                                                                             |
|           | Saridacma                                                                   |
|           |                                                                             |
|           | Sisyroxena                                                                  |
|           |                                                                             |
|           | Spilogenes                                                                  |
|           |                                                                             |
|           | Syncamaris                                                                  |
|           |                                                                             |
|           | Tanymecica                                                                  |
|           |                                                                             |
|           | Ellabella editha                                                            |
|           |                                                                             |
|           | Ellabella melanoclista                                                      |
|           |                                                                             |

|  | Ellabella editha       |
|  |                        |
|  | Ellabella melanoclista |
|  |                        |